# Olayinka Koso-Thomas
Olayinka Koso-Thomas (Nigèria, 1937) és una metgessa i activista social nigeriana.
Establerta a Sierra Leone treballa en favor de l'abolició de la mutiliació genital femenina o ablació de clítoris, per la qual cosa ha estat amenaçada de mort per diversos grups fanàtics religiosos. Membre de diferents associacions mèdiques actualment presideix el Comité Interafricà sobre les Pràctiques Tradicionals que afecten la salut de les dones i els Nens.
El 1998 fou guardonada amb el Premi Príncep d'Astúries de Cooperació Internacional, juntament amb Fatiha Boudiaf, Rigoberta Menchú, Fatana Ishaq Gailani, Somaly Mam, Emma Bonino i Graça Machel pel seu treball, per separat, en defensa i dignificació de la dona.